# Harold Jacob Smith
Harold Jacob Smith (* 2. Juli 1912 in New York City, New York; † 28. Dezember 1970 in Los Angeles, Kalifornien) war ein US-amerikanischer Filmschauspieler und Drehbuchautor, der zusammen mit Nedrick Young 1959 den Oscar in der Kategorie bestes Originaldrehbuch für Flucht in Ketten erhielt.

## Biografie
1957 war er mit dem Drehbuch zu Flucht nach Mexiko von Allan Dwan erstmals an der Produktion eines Films beteiligt.
Für das Originaldrehbuch zu der Verfilmung von Flucht in Ketten von Stanley Kramer aus dem Jahr 1958 wurde er 1959 gemeinsam mit Nedrick Young mit dem Oscar für das beste Originaldrehbuch ausgezeichnet. Zugleich erhielten er und Young hierfür auch den Edgar Allan Poe Award für das beste Filmdrehbuch, den New York Film Critics Circle Award für das beste Drehbuch (1958) sowie den Writers Guild of America Award für das beste amerikanische Drama (1959). In der Verfilmung spielte er darüber hinaus die Rolle des Gefängnistransportfahrers.
Bei der Oscarverleihung 1961 war er gemeinsam mit Young für den Oscar für das beste adaptierte Drehbuch nominiert und zwar für Wer den Wind sät (1960) von Stanley Kramer.

## Filmografie (Auswahl)
- 1948: Thunderhoof